# Murakumo: Renegade Mech Pursuit
Murakumo: Renegade Mech Pursuit — відеогра в жанрі шутер від третьої особи, розроблена та опублікована в Японії компанією FromSoftware, в Північній Америці опублікована компанією Ubisoft; це перша гра FromSoftware для платформи Xbox.

## Сюжет
2090 року винайдено нове джерело енергії та було побудовано місто під назвою Олівер Порт (англ. Oliver Port), щоб зосередитись на подальшому розвитку цієї енергії. У відповідь компанія LugnalCorp використовує це джерело енергії для розвитку мехів, що володіють свідомістю, відомих як ШРК англ. ARKS (Штучний Рефлексивний Кенетикоїд, англ. Artificial Reflexive Keneticoid). Через високий промисловий попит на ШРК, LugnalCorp спрямовує ШРК на виробництво; через деякий час роботи ШРК повстають проти своїх людських операторів і починають повстання проти міста Олівер Порт. Для боротьби з повсталими ШРК було зібрано команду льотчиків-винищувачів під назвою Муракумо(англ. Murakumo).

## Оцінки та відгуки
Гра отримала "загалом несприятливі відгуки відгуки", згідно з агрегатором рецензій вебсайтом Metacritic.
Джанкарло Вараніні з GameSpot описав її як "одну з найгірших ігор, що вийшла для Xbox цього року".
Японський ігровий журнал Famitsu оцінив гру на 29 пунктів із 40.